# Puchar Świata w skokach narciarskich w Oberhofie
Puchar Świata w skokach narciarskich w Oberhofie odbywał się pięciokrotnie - w sezonach: 1988/89, 1990/91, 1995/96 i 1998/99. Planowano go też rozegrać w sezonie 1986/87, ale wówczas konkurs odwołano z powodu złych warunków atmosferycznych. Pierwszy konkurs wygrał Ole Gunnar Fidjestøl. W sezonie 1995/96 Polakowi Wojciechowi Skupniowi udało zająć się miejsce 10. Po sezonie 1998/99 nie rozgrywano już tu zawodów Pucharu Świata.

## Medaliści konkursów PŚ w Oberhofie
| Lp | Data             | Skocznia            | K    | Uwagi | 1 miejsce            | 2 miejsce            | 3 miejsce       |
| -- | ---------------- | ------------------- | ---- | ----- | -------------------- | -------------------- | --------------- |
| 1. | 16 stycznia 1987 | Rennsteigschanze    | K90  | [ 2 ] | odwołany             | odwołany             | odwołany        |
| 1. | 21 stycznia 1989 | Rennsteigschanze    | K90  | -     | Ole Gunnar Fidjestøl | Jens Weißflog        | Ingo Züchner    |
| 2. | 22 stycznia 1989 | Rennsteigschanze    | K90  | -     | Jens Weißflog        | Ole Gunnar Fidjestøl | Jon Inge Kjørum |
| 3. | 12 stycznia 1991 | Hans-Renner-Schanze | K120 | -     | Dieter Thoma         | Andreas Felder       | Jens Weißflog   |
| 4. | 28 grudnia 1995  | Hans-Renner-Schanze | K120 | -     | Mika Laitinen        | Ari-Pekka Nikkola    | Jens Weißflog   |
| 5. | 14 grudnia 1997  | Hans-Renner-Schanze | K120 | [ 2 ] | odwołany             | odwołany             | odwołany        |
| 6  | 12 grudnia 1998  | Hans-Renner-Schanze | K120 | [ 3 ] | Andreas Widhölzl     | Martin Schmitt       | Sven Hannawald  |